# Salsola jacquemontii
Salsola jacquemontii är en amarantväxtart som beskrevs av Horace Bénédict Alfred Moquin-Tandon. Salsola jacquemontii ingår i släktet sodaörter, och familjen amarantväxter. Inga underarter finns listade i Catalogue of Life.